# Good Easter
Good Easter – wieś i civil parish w Anglii, w hrabstwie Essex, w dystrykcie Chelmsford. W 2011 roku civil parish liczyła 382 mieszkańców. Good Easter jest wspomniana w Domesday Book (1086) jako Estra.